# Campeonato Mundial de Natação em Piscina Curta de 2000
O Campeonato Mundial de Natação em Piscina Curta de 2000 foi a quinta edição do Campeonato Mundial de Natação em Piscina Curta. Foi realizado na cidade de Atenas, na Grécia, de 16 a 19 de março.

## Quadro de Medalhas
| #  | País           | Gold. | Silver. | Bronze. | Total |
| -- | -------------- | ----- | ------- | ------- | ----- |
| 1  | Estados Unidos | 9     | 8       | 8       | 25    |
| 2  | Suécia         | 7     | 3       | 1       | 11    |
| 3  | Alemanha       | 5     | 6       | 2       | 13    |
| 4  | Reino Unido    | 4     | 4       | 5       | 13    |
| 5  | África do Sul  | 2     | 4       | 0       | 6     |
| 6  | Ucrânia        | 2     | 2       | 3       | 7     |
| 7  | China          | 2     | 2       | 2       | 6     |
| 8  | Finlândia      | 2     | 1       | 0       | 3     |
| 9  | Rússia         | 2     | 0       | 5       | 7     |
| 10 | Eslováquia     | 1     | 2       | 1       | 4     |
| 11 | Austrália      | 1     | 0       | 3       | 4     |
| 12 | Croácia        | 1     | 0       | 0       | 1     |
| 12 | Dinamarca      | 1     | 0       | 0       | 1     |
| 12 | Hungria        | 1     | 0       | 0       | 1     |
| 15 | Canadá         | 0     | 4       | 1       | 5     |
| 16 | Polónia        | 0     | 2       | 1       | 3     |
| 17 | Itália         | 0     | 1       | 2       | 3     |
| 18 | Cuba           | 0     | 1       | 1       | 2     |
| 19 | Bielorrússia   | 0     | 0       | 1       | 1     |
|    | Israel         | 0     | 0       | 1       | 1     |
|    | Eslovênia      | 0     | 0       | 1       | 1     |
|    | Suíça          | 0     | 0       | 1       | 1     |
|    | Turquia        | 0     | 0       | 1       | 1     |

## Resultados
| Evento            | Ouro                                                                                  | Tempo    | Prata                                                                              | Tempo    | Bronze                                                                           | Tempo    |
| Livre             |                                                                                       |          |                                                                                    |          |                                                                                  |          |
| 50 m Masculino    | Mark Foster                                                                           | 21"58    | Brendon Dedekind                                                                   | 21"62    | Stefan Nystrand                                                                  | 21"80    |
| 50 m Feminino     | Therese Alshammar                                                                     | 23"59    | Sandra Völker                                                                      | 24"77    | Alison Sheppard                                                                  | 24"80    |
| 100 m Masculino   | Lars Frölander                                                                        | 46"80    | Stefan Nystrand                                                                    | 47"73    | Scott Tucker                                                                     | 47"82    |
| 100 m Feminino    | Therese Alshammar                                                                     | 52"67    | Jenny Thompson                                                                     | 53"14    | Martina Moravcová                                                                | 53"88    |
| 200 m Masculino   | Béla Szabados                                                                         | 1'45"27  | Massimiliano Rosolino                                                              | 1'45"63  | Chad Carvin                                                                      | 1'45"79  |
| 200 m Feminino    | Yang Yu                                                                               | 1'56"06  | Martina Moravcová                                                                  | 1'56"46  | Natalya Baranovskaya                                                             | 1'57"54  |
| 400 m Masculino   | Chad Carvin                                                                           | 3'41"13  | Paul Palmer                                                                        | 3'42"70  | Massimiliano Rosolino                                                            | 3'43"68  |
| 400 m Feminino    | Lindsay Benko                                                                         | 4'02"44  | Yana Klochkova                                                                     | 4'04"39  | Chen Hua                                                                         | 4'06"63  |
| 800 m Feminino    | Chen Hua                                                                              | 8'17"03  | Brooke Bennett                                                                     | 8'19"66  | Flavia Rigamonti                                                                 | 8'21"57  |
| 1500 m Masculino  | Jörg Hoffmann                                                                         | 14'47"57 | Igor Chervynskyi                                                                   | 14'48"20 | Chad Carvin                                                                      | 14'51"23 |
| 4x100 m Masculino | Suécia · Johan Nyström · Lars Frölander · Matthias Ohlin · Stefan Nystrand            | 3'09"57  | Estados Unidos · Scott Tucker · Josh Davis · Muhammad Sabir · Neil Walker          | 3'10"98  | Alemanha · Mitja Zastrow · Stefan Herbst · Christian Tröger · Stephan Kunzelmann | 3'13"69  |
| 4x100 m Feminino  | Suécia · Louise Jöhncke · Therese Alshammar · Anna-Karin Kammerling · Johanna Sjöberg | 3'35"54  | Alemanha · Katrin Meissner · Antje Buschschulte · Britta Steffen · Sandra Völker   | 3'37"31  | Reino Unido · Alison Sheppard · Claire Huddart · Karen Legg · Karen Pickering    | 3'37"93  |
| 4x200 m Masculino | Estados Unidos · Josh Davis · Neil Walker · Scott Tucker · Chad Carvin                | 7'01"33  | Reino Unido · Edward Sinclair · Marc Spackman · Paul Palmer · James Salter         | 7'03"06  | Rússia · Denis Pimankov · Anatoli Polyakov · Dmitri Chernychev · Andrey Kapralov | 7'05"24  |
| 4x200 m Feminino  | Reino Unido · Claire Huddart · Nicola Jackson · Karen Legg · Karen Pickering          | 7'49"11  | Estados Unidos · Lindsay Benko · Brooke Bennett · Tammie Stone · Jenny Thompson    | 7'50"59  | China · Sun Dan · Yang Lina · Li Jin · Yang Yu                                   | 7'52"70  |
| Borboleta         |                                                                                       |          |                                                                                    |          |                                                                                  |          |
| 50 m Masculino    | Mark Foster                                                                           | 23"30    | Neil Walker                                                                        | 23"46    | Muhammad Sabir                                                                   | 23"56    |
| 50 m Feminino     | Jenny Thompson                                                                        | 26"13    | Anna-Karin Kammerling                                                              | 26"16    | Nicola Jackson                                                                   | 26"85    |
| 100 m Masculino   | Lars Frölander                                                                        | 50"44    | James Hickman                                                                      | 51"53    | Denys Sylant'yev                                                                 | 51"84    |
| 100 m Feminino    | Jenny Thompson                                                                        | 57"67    | Johanna Sjöberg                                                                    | 57"96    | Karen Campbell                                                                   | 58"86    |
| 200 m Masculino   | James Hickman                                                                         | 1'53"57  | Shamek Pietucha                                                                    | 1'54"27  | Anatoly Polyakov                                                                 | 1'54"47  |
| 200 m Feminino    | Mette Jacobsen                                                                        | 2'08"10  | Katrin Jaeke                                                                       | 2'09"42  | Otylia Jędrzejczak                                                               | 2'09"61  |
| Costas            |                                                                                       |          |                                                                                    |          |                                                                                  |          |
| 50 m Masculino    | Neil Walker                                                                           | 23"99    | Lenny Krayzelburg                                                                  | 24"24    | Rodolfo Falcon                                                                   | 24"32    |
| 50 m Feminino     | Antje Buschschulte                                                                    | 27"90    | Marylyn Chaing                                                                     | 28"03    | Kellie McMillan                                                                  | 28"06    |
| 100 m Masculino   | Neil Walker                                                                           | 50"75    | Rodolfo Falcon                                                                     | 52"87    | Derya Büyükunçu                                                                  | 52"88    |
| 100 m Feminino    | Sandra Völker                                                                         | 58"66    | Marylyn Chaing                                                                     | 59"33    | Antje Buschschulte                                                               | 59"37    |
| 200 m Masculino   | Gordan Kožulj                                                                         | 1'53"31  | Brad Bridgewater                                                                   | 1'53"87  | Volodymyr Nikolaychuk                                                            | 1'55"33  |
| 200 m Feminino    | Antje Buschschulte                                                                    | 2'07"29  | Clementine Stoney                                                                  | 2'08"64  | Lindsay Benko                                                                    | 2'08"85  |
| Peito             |                                                                                       |          |                                                                                    |          |                                                                                  |          |
| 50 m Masculino    | Mark Warnecke                                                                         | 27"22    | Brendon Dedekind                                                                   | 27"27    | Oleg Lisogor                                                                     | 27"30    |
| 50 m Feminino     | Sarah Poewe                                                                           | 30"66    | Hao Ping                                                                           | 31"22    | Tara Kirk                                                                        | 31"47    |
| 100 m Masculino   | Roman Sludnov                                                                         | 58"57    | Zhu Yi                                                                             | 59"99    | Roman Ivanovskiy                                                                 | 1'00"05  |
| 100 m Feminino    | Sarah Poewe                                                                           | 1'06"61  | Alicja Pęczak                                                                      | 1'07"69  | Yelena Bogomazova                                                                | 1'08"27  |
| 200 m Masculino   | Roman Sludnov                                                                         | 2'07"59  | Terence Parkin                                                                     | 2'07"91  | Andrey Ivanov                                                                    | 2'09"90  |
| 200 m Feminino    | Rebecca Brown                                                                         | 2'23"41  | Alicja Pęczak                                                                      | 2'24"24  | Brooke Hanson                                                                    | 2'25"30  |
| Medley            |                                                                                       |          |                                                                                    |          |                                                                                  |          |
| 100 m Masculino   | Neil Walker                                                                           | 52"79    | Jani Sievinen                                                                      | 54"08    | James Hickman                                                                    | 54"38    |
| 100 m Feminino    | Martina Moravcová                                                                     | 59"71    | Marianne Limpert                                                                   | 1'02"00  | Alenka Kejžar                                                                    | 1'02"24  |
| 200 m Masculino   | Jani Sievinen                                                                         | 1'56"27  | James Hickman                                                                      | 1'56"86  | Massimiliano Rosolino                                                            | 1'58"05  |
| 200 m Feminino    | Yana Klochkova                                                                        | 2'08"97  | Martina Moravcová                                                                  | 2'08"98  | Marianne Limpert                                                                 | 2'12"68  |
| 400 m Masculino   | Jani Sievinen                                                                         | 4'09"54  | Terence Parkin                                                                     | 4'10"56  | Michael Halika                                                                   | 4'10"90  |
| 400 m Feminino    | Yana Klochkova                                                                        | 4'32"45  | Nicole Hetzer                                                                      | 4'37"92  | Katie Jo Yevak                                                                   | 4'38"80  |
| 4x100 m Masculino | Estados Unidos · Lenny Krayzelburg · Jarrod Marrs · Neil Walker · Scott Tucker        | 3'30"03  | Alemanha · Sebastian Halgasch · Björn Nowakowski · Thomas Rupprath · Stefan Herbst | 3'31"77  | Reino Unido · Neil Willey · Darren Mew · James Hickman · Paul Belk               | 3'32"08  |
| 4x100 m Feminino  | Suécia · Therese Alshammar · Emma Igelström · Johanna Sjöberg · Anna-Karin Kammerling | 3'59"53  | Alemanha · Sandra Völker · Janne Schaeffer · Katrin Jaeke · Katrin Meissner        | 4'01"47  | Estados Unidos · Jamie Reid · Anita Nall · Jenny Thompson · Tammie Stone         | 4'02"51  |